# Гоголева, Вера Ефимовна
Ве́ра Ефи́мовна Го́голева (21 января 1926 ― 28 августа 2014) ― советский и российский педагог, учитель. заслуженный учитель РСФСР, почётный гражданин города Магадана (1995).

## Биография
Родилась 21 января 1926 года в деревне Зыряново Иркутской области. Родители трудились сельскими учителями. Отец, Ефим Иванович Романов, был репрессирован в 1938 году, отправлен на Колыму, где впоследствии умер. После смерти матери поступила в Иркутское педагогическом училище, которое окончила с отличием в 1943 году и стала работать заведующей деревенской школой в селе Воробьево Иркутской области.
В 1945 году по путевке ЦК ВЛКСМ направлена на работу в Магадан, где сначала стал работать учителем начальных классов, а позже стала преподавать в школе отечественную историю. В дальнейшем Вера Ефимовна была назначена заведующей учебной частью средней школы №1 Магадана, а чуть позже перешла на работу директором Оротуканской школы-интерната. В 1963 году стала директором новой школы №11 в областном центре. Трудилась директором магаданской школы № 7. В 1969 году была назначена руководителем городского, а затем областного отдела народного образования. После руководила институтом усовершенствования учителей. 
В 1990 году она стала инициатором создания и бессменным руководителем Северного гуманитарного лицея в городе Магадане – первого учреждения образования нового типа. 
За трудовые успехи отмечена государственными наградами - орденом Трудового Красного Знамени и орденом Знак Почёта. Удостоена звания заслуженный учитель РСФСР, отличник просвещения. 
В 2006 году  семья Гоголевых удостоена диплома национальной премии общественного признания «Семья России» в номинации «Династия» – «за сохранение и укрепление института семьи в обществе».
В 1995 году решением депутатов Магаданской городской Думы «за проявленные воинскую и трудовую доблесть в годы Великой Отечественной войны, большой вклад в развитие народного хозяйства, образование и культуры города Магадана и в связи с 50-летием Победы в Великой Отечественной войне» удостоена звания «Почётный гражданин города Магадана». 
Проживала в Магадане. Умерла 28 августа 2014 года.

## Награды и звания
- Орден Трудового Красного Знамени
- Орден Знак Почёта
- Медаль «За доблестный труд в Великой Отечественной войне 1941—1945 гг.»
- Ветеран труда
- Заслуженный учитель школы РСФСР
- Отличник просвещения
- Медаль им. Н.К. Крупской
- Почетный работник образования Магаданской области
- Знак отличия “За заслуги перед г. Магаданом”-2007 г.
- другими медалями

- Почётный гражданин города Магадана (1995)